# Fallbach (Basse-Autriche)
Pour les articles homonymes, voir Fallbach.
Fallbach est une commune autrichienne du district de Mistelbach en Basse-Autriche.